# Jakub Dohnálek
Jakub Dohnálek (Vítkov, 12 gennaio 1988) è un calciatore ceco, difensore dello Spartak Trnava.